# Menendo González
Menendo González, död 1008, var regerande greve av Portugal mellan 997 och 1008. 
Han förde krig mot morerna i kalifatet Cordoba och avled möjligen under en attack av vikingar.